# Threnetes
Genre
Threnetes est un genre d'oiseaux-mouches (la famille des trochilidés) de la sous-famille des Phaethornithinae.

## Liste des espèces
D'après la classification de référence (version 5.1, 2015) du Congrès ornithologique international, ce genre est constitué des espèces suivantes (par ordre phylogénique) :
- Threnetes ruckeri – Ermite de Rucker
- Threnetes niger – Ermite d'Antonia
- Threnetes leucurus – Ermite à queue blanche